# Consiglio d'intendenza
Il Consiglio d'intendenza era un organo collegiale prima del Regno di Napoli poi del Regno delle Due Sicilie e anche del Regno di Sardegna, presente in ogni provincia e formato da intendenti.

## Struttura
Il Consiglio venne istituito con la legge n. 132 dell'8 agosto 1806 promulgata da Giuseppe Bonaparte, Legge sulla divisione ed amministrazione delle provincie del Regno di Napoli. In tutte le province del regno erano 13.
In quella norma venne chiarita la composizione del Consiglio d'Intendenza quale organo collegiale costituito da tre membri di nomina regia ed era presieduto dal più anziano di essi.
Nella stessa legge si stabilì quindi che in ogni provincia ci sarebbe stato non solo "un magistrato incaricato dell'amministrazione civile e finanziaria e dell'alta polizia, che ha il nome d'Intendente", ma anche un Consiglio d'Intendenza e un Consiglio generale di provincia.
Solo dopo, con la legge 12 dicembre 1816 n. 570, venne a mutarsi la composizione di quest'organo.
Appena unificati i Reali Dominii al di qua del Faro, e la Sicilia, i Reali Dominii al di là del Faro con la legge n. 568, nello stesso anno si provvide a rideterminare la composizione dei Consigli d'intendenza. Nel 1816 nacque il Regno delle Due Sicilie
Nel 1816 quindi Consiglio d'Intendenza si componeva di dodici membri. In dettaglio erano divisi in classi: cinque membri nelle Intendenze di prima classe, di quattro in quelle di seconda classe e di tre in quelle di terza classe. I consiglieri potevano ricevere dall'Intendente commissioni e delegazioni straordinarie, sia nella sede dell'Intendenza che fuori di essa.
Dal giudizio del Consiglio d'Intendenza, per le materie di maggior valore trattate in primo grado, era ammesso ricorso alla Camera del contenzioso della Gran Corte dei conti di Napoli, quest'ultima istituita il 29 maggio 1817.
Anche nel Regno di Sardegna erano previsti i Consigli d'Intendenza.
Nel 1833 con l'istituzione del Consiglio di Stato nel Regno di Sardegna, ma con funzioni unicamente consultive, le attribuzioni contenziose erano affidate in primo grado ai Consigli di Intendenza e in secondo grado, per particolari materie alla Corte dei Conti.
Prima con la Regie patenti n. 391 del 25 agosto 1842 , Carlo Alberto di Savoia aumenta il numero delle Intendenze generali, stabilisce presso ciascuna di esse un Consiglio per decidere sulle questioni di amministrazione contenziosa ed approva la nuova pianta degli uffici delle Intendenze generali e delle Intendenze. Successivamente il 31 dicembre 1842, regola le attribuzioni degli intendenti generali, degli intendenti e del Consiglio di intendenza, e stabilisce le forme di procedura da seguirsi nelle cause avanti li detti Consigli, e la regia Camera dei conti, colla tariffa dei dritti per gli atti in essa contemplati.
Solo successivamente,
con le Regie Patenti del 1842, quindi può ritenersi realizzato nel Regno di Sardegna un sistema di contenzioso amministrativo.
Questa organo amministrativo termina con l'avvento del Regno d'Italia nel 1861 ed in particolare con l'entrata in vigore della legge di unificazione del regno del 20 marzo 1865, n. 2248.